# Mayra Hermosillo
Mayra Hermosillo (1987, Torreón, Coahuila, México) es una actriz mexicana de cine y televisión, conocida por su participación en la serie Narcos: México, Las viudas de los jueves, y las películas El Norte sobre el Vacío, Perdidos en la noche y ¡Qué viva México!.

## Carrera
Originaria de Torreón, Coahuila, y con el propósito de relatar historias auténticas, Mayra Hermosillo escribió sus propios guiones para abordar problemáticas sociales que aquejan a México. Este enfoque le permitió adentrarse a la industria del cine y la televisión a nivel local e internacional, obteniendo papeles en series como Narcos: México y Las viudas de los jueves. En 2023, protagonizó la serie Sierra Madre: Prohibido Pasar, enfocada en la vida de un hombre rico que decide lanzarse como candidato a la alcaldía en el municipio de San Pedro. En 2024, comenzó el rodaje de su película, Vainilla, filme que dirige y protagoniza en la ciudad de Torreón.

## Filmografía
| Año  | Título                  | Rol            | Notas        |
| ---- | ----------------------- | -------------- | ------------ |
| 2024 | Hoyo en Dos             | Karina         | Cortometraje |
| 2023 | Perdidos en la noche    | Violeta        |              |
| 2023 | ¡Que viva México!       | Gloria         |              |
| 2022 | Desaparecida (GONE)     | Ximena         | Cortometraje |
| 2022 | El Norte sobre el Vacío | Lily           |              |
| 2021 | Cell Tale Heart         | Eliza          | Cortometraje |
| 2019 | Noche sin luciérnagas   | Constanza      | Cortometraje |
| 2019 | Hierba Mala             | Hierba Mala    | Cortometraje |
| 2018 | The sea                 | Laura          | Cortometraje |
| 2018 | En la piel de Lucía     | Lucía          | Cortometraje |
| 2017 | Como te ves, me vi      | María Consuelo |              |
| 2016 | Nostalgia               | Ella           | Cortometraje |
| 2016 | El peluquero romántico  | Gladys         |              |
| 2016 | La rabia de Clara       | Clara          | Cortometraje |
| 2015 | Deseo #8                | Mujer en fotos | Cortometraje |
| 2015 | Hijo Pródigo            | Verónica       | Cortometraje |
| 2015 | Distancias cortas       | Pilar          |              |

| Año  | Título                             | Rol                       | Notas        |
| ---- | ---------------------------------- | ------------------------- | ------------ |
| 2023 | Sierra Madre: Prohibido Pasar      | Erika Treviño             | 9 episodios  |
| 2023 | Las viudas de los jueves           | Lala de la Luna           | 5 episodios  |
| 2023 | El colapso                         | Amparo                    | Miniserie    |
| 2021 | Narcos; México                     | Enedina Arellano Félix    | 17 episodios |
| 2020 | Historia de un crimen: La búsqueda | Karen Guerrero            | 1 episodio   |
| 2018 | Último 5                           | Comisario Mónica Carvajal | 1 episodio   |
| 2018 | El secreto de Selena               | Maribel                   | 1 episodio   |
| 2018 | Falco                              | Celina                    | 1 episodio   |